# Jooris Van Hulle
Jooris Van Hulle (Beernem, 31 juli 1948) is een Vlaams schrijver, vooral actief als literair criticus.

## Levensloop
Van Hulle promoveerde tot licentiaat in de wijsbegeerte en letteren (KUL, 1970) en werd leraar Nederlands en kunstgeschiedenis aan het Sint-Godelievecollege in Gistel.
Hij heeft gedurende vele jaren talrijke kritische bijdragen geleverd aan verschillende tijdschriften, over auteurs van proza en poëzie en over hun werken.
Van 2007 tot 2021 was hij voorzitter van de Vereniging van West-Vlaamse schrijvers.

## Publicaties
- Omtrent het boek Alfa, Ivo Michiels, 1978.
- Maarten 't Hart: literair bioloog'’, in: Yang, 1979.
- Doppen van Marcel Matthijs, 1979.
- Klinkaart van Piet van Aken, 1979.
- Piet Sterckx: Een burgerlijke vakantie in het zuiden, in: Yang, 1979.
- In: Kritisch lexicon van de moderne Nederlandstalige literatuur, 1980-2015.
  - Benno Barnard
  - Lut De Block
  - Gie Bogaert
  - Stefan Brijs
  - Walter Van den Broeck
  - Marcel Coole
  - Astère Michel Dhondt
  - Jo Govaerts
  - Kristien Hemmerechts
  - Frans Van Isacker
  - Bob Van Laerhoven
  - Elisabeth Marain
  - Marcel Matthijs
  - Marga Minco
  - Bart Moeyaert
  - Monika van Paemel
  - Jan Siebelink
  - Erik Vlaminck
- De Boerenkroniek, Het debuut van Jan G. Bauwens, in: Yang, 1982.
- De kleine Rudolf van Aart van der Leeuw, 1983.
- In Zuid-Afrika is schrijven geen vlucht Het proza van André Brink, in: Deus Ex Machina, 1983.
- Heksendans op de rand van een krater, in: Dietsche Warande en Belfort, 1988.
- In Lexicon van literaire werken,	1989-2014:
  - Paul Koeck. De Bloedproever,
  - Ward Ruyslinck, Wierook en tranen,
  - Ward Ruyslinck, De ontaarde slapers,
  - Daniël Robberechts, Aankomen in Avignon,
  - Brigitte Raskin, Het koekoeksjong,
  - Leo Pleysier, Wit is altijd schoon,
  - Leo Pleysier, De Gele Rivier is bevroren,
  - Erwin Mortier, Mijn tweede huid,
  - Elisabeth Marain, Het tranenmeer,
  - Tom Lanoye, Alles moet weg, 
  - Eric de Kuyper, Mowgli's tranen,
  - Eric de Kuyper, De hoed van tante Jeannot, in: Lexicon van literaire werken, 1989-2014.
  - Eric de Kuyper, Aan zee, in:
  - Paul de Wispelaere, Mijn huis is nergens meer,
  - Erik Verpale, Olivetti 82,
  - Koen Vermeiren, De gek op de heuvel,
  - Jos Vandeloo, De vijand,
  - Jos Vandeloo, Het gevaar,
  - Willy Spillebeen, Aeneas of De levensreis van een man,
  - Clem Schouwenaars, De seizoenen,
  - Kristien Hemmerechts, Zonder grenzen,
  - Kristien Hemmerechts, Kerst en andere liefdesverhalen,
  - Anna Enquist, Het meesterstuk,
  - Johan Daisne, De man die zijn haar kort liet knippen,
  - Ernest Claes, De Witte,
  - Walter van den Broeck, Aantekeningen van een stambewaarder Een boekwerk
  - Walter van den Broeck, Het beleg van Laken.
- In Poëziekrant 1990-1995
  - Vlaamse poezie, kroniek,
  - Frans Deschoemaeker De pen ploegt in de perifere huidplooi van de tijd Jooris van Hulle,
  - Karel Sergen & Johanna Kruit, In dit vreemde huis,
  - Christiaan Germonpre, De taalgrens,
  - Koen Stassijns, Op het dambord van de tijd,
  - Marleen de Cree, Een tussentijdse balans,
  - Tekens van taal,
  - Leonard Nolens, Magnifieke wreedheid,
  - Anton van Wilderode, Van nu en toen,
  - Aleidis Dierick, Het pad van kind tot vrouw,
  - De adel van het alledaagse,
  - Ed Leeflang, Narillend van te veel heelal,
  - Miriam van Hee, ‘Ik leef in de werkelijkheid’
  - Met de wereld om me heen
  - Drie Vlaamse dichteressen,
  - Hubert van Herreweghen, Het grote in het kleine,
  - Claude van de Berge, De transparantie van de tekst,
  - Felix Timmermans, Verzameld dichtwerk,
  - Clara Haesaert, Een voortdurend wisselende dialoog,
  - Karel Sergen, Het gedicht als vrijplaats,
  - Gery Florizoone, De landheer van de stilte,
  - Patrick Lateur, De muze en de speelman
  - Anton van Wilderode, ‘Wie niet in Nederland uitgeeft, bestaat daar voor de recensenten niet’,
  - Klavertjevier Boeiende debuten,
  - Patricia Lasoen, Een zwarte bundel,
  - Paul Bosteels, Een leven dat onaf bleef,
  - Vlaamse Lyriek Tweemaal twee,
  - Watou en de poezie verbeeld Hommage aan Claus,
  - Erik Heyman, De brug tussen wet en weten,
  - Anna Enquist, ‘Gevoelens mogen bij mij meespelen in gedichten,
  - Jozef Deleu, Zo is het even eeuwig,
  - Jotie T'Hooft, Necrofiel gescharrel.
- In Leesidee 1995-2003.
  - Taal en werkelijkheid,
  - Een gouden uil legt geen windeieren,
  - Juichen bij elke krijger die valt,
  - Steekvlieg in de lies van het keizerlijk paard',
  - Een land en een liefde,
  - Jooris van Hulle Als poedersneeuw ligt poëzie,
  - Continuïteit in een wereld in beweging,
  - Een verleden dat een toekomst mogelijk maakt,
  - Alles is ijdelheid,
  - We hebben mekaar toch,
  - Postmoderne hutsekluts,
  - Wetenschap en poëzie,
  - Over de zin van de zinloosheid,
  - Eeuwige schommeling tussen ja en neen,
  - De talige stemmen van het land. Poëzie van Riana Scheepers en Antjie Krog,
  - Taal als klankkast van verstilde beelden. ‘Ars Poetica’ van het Afrikaans,
  - De eeuw van de sfinx Gerrit Komrij: De klopgeest,
  - Over het afgesneden zijn Jo Claes: Quarantaine,
  - Vier vrouwen en de liefde Luuk Gruwez: De maand van Marie,
  - Afstand doen om afstand te overbruggen: Frank Noë,
  - De wekker is uit mijn hoofd gevallen: Annelies Verbeke,
  - Het grote geheim van Etienne van Heerden; Het zwijgen van Mario Salviati,
  - Waar Vlaanderen sterk in is... Het land van de mosseleters. 150 jaar Vlaamse vertelkunst,
  - De pulserende hartslag van het cliché Paul Claes: Lily’, ‘[Nummer 6]’	In: Leesidee. Jaargang 9	2003
  - Een stem voor wie niet werd gehoord. Jooris van Hulle in gesprek met André Brink,
  - De vrouw met het tuitkappie. André Brink: De andere kant van de stilte,
  - Stemmen van binnenuit. Leo Pleysier: De dieven zijn al gaan slapen,
  - J.M. Coetzee Nobelprijs laureaat 2003,
  - En uiteindelijk was er niets veranderd. Jooris van Hulle sprak met Damon Galgut.
- In Vlaanderen, kunsttijdschrift, 1993-2008:
  - Geloof en godsbeeld in het Vlaamse proza vanaf 1963,
  - Te gast Renaat Ramon,
  - Het meditatieve werk van Philip Willem Badenhorst,
  - Te Gast Frank Adam,
  - De spiegelstructuren van Gaston De Mey.
- VWS-cahiers, 1983-2012:
  - August Geldhof, nr. 106.
  - Roger Pieters, nr. 113.
  - Gerard Soete, nr. 119.
  - Paul Brondeel, nr. 135.
  - Rita De Meester, nr. 166.
  - Axel Bouts, nr. 187.
  - Elisabeth Marain, nr. 202.
  - Pieter Aspe, nr. 205.
  - Patrick Lateur, nr. 219.
  - Paul Vanderschaeghe, nr. 227.
  - Lut De Block, nr. 245.
  - Roland Desnerck, nr. 258.
  - Frank Adam, nr. 270.